# Marocko i olympiska spelen
Marocko deltog för första gången i olympiska spelen 1960, och landet har deltagit i alla olympiska sommarspel sedan dess med undantag för den amerikanskledda bojkotten av olympiska sommarspelen 1980. Marockos olympiska kommitté grundades 1959.
Marocko har också deltagit i olympiska vinterspelen vid åtta tillfällen, första gången var vid olympiska vinterspelen 1968.
De marockanska idrottarna har tagit sammanlagt 26 medaljer i olympiska spelen, tjugoen i friidrott, 4 i boxning och en medalj i fotboll.

## Medaljer
| Guld | Silver | Brons | Totalt antal medaljer |
| ---- | ------ | ----- | --------------------- |
| 8    | 5      | 13    | 26                    |

| Spel                | Idrottare        | Guld        | Silver      | Brons       | Totalt      | Placering   |
| Rom 1960            | 47               | 0           | 1           | 0           | 1           | 32          |
| Tokyo 1964          | 20               | 0           | 0           | 0           | 0           | –           |
| Mexico City 1968    | 25               | 0           | 0           | 0           | 0           | –           |
| München 1972        | 35               | 0           | 0           | 0           | 0           | –           |
| Montréal 1976       | 9                | 0           | 0           | 0           | 0           | –           |
| Moskva 1980         | Deltog inte      | Deltog inte | Deltog inte | Deltog inte | Deltog inte | Deltog inte |
| Los Angeles 1984    | 34               | 2           | 0           | 0           | 2           | 18          |
| Seoul 1988          | 27               | 1           | 0           | 2           | 3           | 28          |
| Barcelona 1992      | 53               | 1           | 1           | 1           | 3           | 31          |
| Atlanta 1996        | 34               | 0           | 0           | 2           | 2           | 68          |
| Sydney 2000         | 61               | 0           | 1           | 4           | 5           | 58          |
| Aten 2004           | 55               | 2           | 1           | 0           | 3           | 36          |
| Peking 2008         | 47               | 0           | 1           | 1           | 2           | 64          |
| London 2012         | 63               | 0           | 0           | 1           | 1           | 79          |
| Rio de Janeiro 2016 | 49               | 0           | 0           | 1           | 1           | 78          |
| Tokyo 2020          | 48               | 1           | 0           | 0           | 1           | 63          |
| Paris 2024          | 60               | 1           | 0           | 1           | 2           | 60          |
| Los Angeles 2028    | Framtida tävling |             |             |             |             |             |
| Brisbane 2032       | Framtida tävling |             |             |             |             |             |
| Totalt              | Totalt           | 8           | 5           | 13          | 26          | 65          |

| Spel                | Idrottare        | Guld             | Silver           | Brons            | Totalt           | Placering        |
| ------------------- | ---------------- | ---------------- | ---------------- | ---------------- | ---------------- | ---------------- |
| Grenoble 1968       | 5                | 0                | 0                | 0                | 0                | −                |
| Sapporo 1972        | Deltog inte      |                  |                  |                  |                  |                  |
| Innsbruck 1976      | Deltog inte      |                  |                  |                  |                  |                  |
| Lake Placid 1980    | Deltog inte      |                  |                  |                  |                  |                  |
| Sarajevo 1984       | 4                | 0                | 0                | 0                | 0                | −                |
| Calgary 1988        | 3                | 0                | 0                | 0                | 0                | −                |
| Albertville 1992    | 12               | 0                | 0                | 0                | 0                | −                |
| Lillehammer 1994    | Deltog inte      |                  |                  |                  |                  |                  |
| Nagano 1998         | Deltog inte      |                  |                  |                  |                  |                  |
| Salt Lake City 2002 | Deltog inte      |                  |                  |                  |                  |                  |
| Turin 2006          | Deltog inte      |                  |                  |                  |                  |                  |
| Vancouver 2010      | 1                | 0                | 0                | 0                | 0                | −                |
| Sotji 2014          | 2                | 0                | 0                | 0                | 0                | −                |
| Pyeongchang 2018    | 2                | 0                | 0                | 0                | 0                | −                |
| Peking 2022         | 1                | 0                | 0                | 0                | 0                | −                |
| Milano–Cortina 2026 | Framtida tävling | Framtida tävling | Framtida tävling | Framtida tävling | Framtida tävling | Framtida tävling |
| Totalt              | Totalt           | 0                | 0                | 0                | 0                | -                |

### Medaljer efter sporter
| Sport              | Guld | Silver | Brons | Totalt |
| Friidrott          | 8    | 5      | 8     | 21     |
| Boxning            | 0    | 0      | 4     | 4      |
| Fotboll            | 0    | 0      | 1     | 1      |
| Totalt (3 sporter) | 8    | 5      | 13    | 26     |

## Lista över medaljörer
| Medalj | Namn | Spel                | Sport     | Gren                         |
| ------ | --- | ------------------- | --------- | ---------------------------- |
| Silver | Rhadi Ben Abdesselam | Rom 1960            | Friidrott | Herrarnas maraton            |
| Guld   | Nawal El Moutawakel | Los Angeles 1984    | Friidrott | Damernas 400 meter häck      |
| Guld   | Saïd Aouita | Los Angeles 1984    | Friidrott | Herrarnas 5 000 meter        |
| Guld   | Brahim Boutayeb | Seoul 1988          | Friidrott | Herrarnas 10 000 meter       |
| Brons  | Saïd Aouita | Seoul 1988          | Friidrott | Herrarnas 800 meter          |
| Brons  | Abdelhak Achik | Seoul 1988          | Boxning   | Herrarnas fjädervikt         |
| Guld   | Khalid Skah | Barcelona 1992      | Friidrott | Herrarnas 10 000 meter       |
| Silver | Rachid El Basir | Barcelona 1992      | Friidrott | Herrarnas 1 500 meter        |
| Brons  | Mohammed Achik | Barcelona 1992      | Boxning   | Herrarnas bantamvikt         |
| Brons  | Salah Hissou | Atlanta 1996        | Friidrott | Herrarnas 10 000 meter       |
| Brons  | Khalid Boulami | Atlanta 1996        | Friidrott | Herrarnas 5 000 meter        |
| Silver | Hicham El Guerrouj | Sydney 2000         | Friidrott | Herrarnas 1 500 meter        |
| Brons  | Ali Ezzine | Sydney 2000         | Friidrott | Herrarnas 3 000 meter hinder |
| Brons  | Nezha Bidouane | Sydney 2000         | Friidrott | Damernas 400 meter häck      |
| Brons  | Brahim Lahlafi | Sydney 2000         | Friidrott | Herrarnas 5 000 meter        |
| Brons  | Tahar Tamsamani | Sydney 2000         | Boxning   | Herrarnas fjädervikt         |
| Guld   | Hicham El Guerrouj | Aten 2004           | Friidrott | Herrarnas 1 500 meter        |
| Guld   | Hicham El Guerrouj | Aten 2004           | Friidrott | Herrarnas 5 000 meter        |
| Silver | Hasna Benhassi | Aten 2004           | Friidrott | Damernas 800 meter           |
| Silver | Jaouad Gharib | Peking 2008         | Friidrott | Herrarnas maraton            |
| Brons  | Hasna Benhassi | Peking 2008         | Friidrott | Damernas 800 meter           |
| Brons  | Abdalaati Iguider | London 2012         | Friidrott | Herrarnas 1500 m             |
| Brons  | Mohammed Rabii | Rio de Janeiro 2016 | Boxning   | Herrarnas weltervikt         |
| Guld   | Soufiane El Bakkali | Tokyo 2020          | Friidrott | Herrarnas 3 000 meter hinder |
| Guld   | Soufiane El Bakkali | Paris 2024          | Friidrott | Herrarnas 3000 meter hinder  |
| Brons  | Fotboll-landslaget Munir Mohamedi Achraf Hakimi Akram Nakach Mehdi Boukamir Adil Tahif Benjamin Bouchouari Eliesse Ben Seghir Bilal El Khannouss Soufiane Rahimi Ilias Akhomach Zakaria El Ouahdi Rachid Ghanimi Yassine Kechta Oussama Targhalline El Mehdi Maouhoub Abde Ezzalzouli Oussama El Azzouzi Amir Richardson | Paris 2024          | Fotboll   | Herrarnas turnering          |

## Idrottare med mer än en medalj
| Idrottare           | Sport     | År        | Guld | Silver | Brons | Totalt |
| ------------------- | --------- | --------- | ---- | ------ | ----- | ------ |
| Hicham El Guerrouj  | Friidrott | 1996–2004 | 2    | 1      | 0     | 3      |
| Saïd Aouita         | Friidrott | 1984–1988 | 1    | 0      | 1     | 2      |
| Hasna Benhassi      | Friidrott | 2000–2008 | 0    | 1      | 1     | 2      |
| Soufiane El Bakkali | Friidrott | 2020–2024 | 2    | 0      | 0     | 2      |